# Keiko Abe
Keiko Abe (安倍 圭子?, Keiko Abe; Tokyo, 18 aprile 1937) è una percussionista e compositrice giapponese.

## Biografia
È stata una figura primaria nello sviluppo della marimba, in termini sia di tecnica che di repertorio. Dalla sua collaborazione con la Yamaha, è nata la marimba da concerto modernamente intesa, da 5 ottave.